# Pinnacles-Nationalpark
Der Pinnacles-Nationalpark ist ein Naturschutzgebiet vom Typ eines Nationalparks im US-Bundesstaat Kalifornien. Das Gebiet ist von Formationen vulkanischen Ursprungs aus verschiedenen Erdzeitaltern geprägt. Die schroffen Felsen und die geringe Fruchtbarkeit haben eine menschliche Nutzung verhindert und so die ursprüngliche Natur erhalten. Deshalb war der Pinnacles-Nationalpark ein geeigneter Standort für die Auswilderung des Kalifornienkondors.
Das Pinnacles-Gebiet wurde ab etwa 1900 als touristisches Ziel entdeckt, 1908 durch Präsident Theodore Roosevelt als National Monument unter Schutz gestellt und in den 1930er Jahren im Rahmen des New Deal erschlossen. Es wird vom National Park Service verwaltet. Seit 1976 sind rund 60 % der Fläche zusätzlich unter den besonderen Schutz eines Wilderness Areas gestellt. Anfang 2013 wurde es zum Nationalpark aufgewertet, um die besondere Bedeutung hervorzuheben und den Tourismus zu fördern.
Das Schutzgebiet ist nach dem englischen Wort pinnacle für Felsnadel benannt. Ein gleichnamiger Nationalpark liegt im australischen Bundesstaat Queensland. 

## Beschreibung
Das Gebiet liegt fast vollständig im San Benito County, etwa 130 km südlich von San Francisco und rund 50 km östlich der Pazifikküste, gut 10 km östlich von Soledad, wo eine Stichstraße vom U.S. Highway 101 zum Westteil des Schutzgebietes abzweigt. Der Nationalpark gehört zu den Gabilan Mountains, einem kleinen Gebirgszug innerhalb der kalifornischen Küstenkette.
Die Berge liegen im Bereich des mediterranen Klimas mit kühlen, nassen Wintern und trockenen, heißen Sommern. Große Temperaturschwankungen treten sowohl zwischen den Jahreszeiten als auch zwischen Tag und Nacht auf. Im Winter ist Nachtfrost keine Seltenheit, in den höheren Lagen fällt gelegentlich Schnee. Die Niederschläge von rund 400 mm im Jahr fallen fast ausschließlich zwischen Dezember und März. Im Hochsommer werden tagsüber auch in den Höhenlagen Temperaturen von 40 °C erreicht, nachts zieht oft Nebel von Westen aus der Küstenebene auf und senkt die Temperaturen auf nur wenig über 10 °C.
Die Täler östlich und westlich des Gebietes liegen auf etwa 300 m. Im Zentrum des Parks erreichen die High Peaks rund 800 m, im Süden des Schutzgebietes sind einige weniger markante, aber höhere Berge zirka 1000 m hoch.

### Geologie
Der Pinnacles-Nationalpark liegt am Rand der San-Andreas-Verwerfungszone auf der Pazifischen Platte, die durch plattentektonische Vorgänge relativ zur Nordamerikanischen Platte nach Nordwesten wandert. Durch diese Bewegungen auf dem Verwerfungssystem wurde das Gebiet des Parks von seinem Ursprung getrennt, so dass seine geologische Fortsetzung heute weit im Südosten liegt.
Das Grundgestein des Gebirges besteht aus kreidezeitlichem Granit und Granodiorit mit einem Alter von zirka 78–100 Millionen Jahren. Auf ihm erhebt sich die Pinnacle Volcanic Formation; vulkanisches Gestein (vorwiegend Rhyolith, Andesit und Dazit) aus einer vulkanischen Aktivitätsphase am Anfang des Miozäns vor rund 23 Millionen Jahren. Die High Peaks, die markantesten Felsspitzen des Gebietes, bestehen aus damals entstandenen Brekzien, vulkanischen Aschen und Lavaströmen. Die stark verfestigten und gegen die Verwitterung widerstandsfähigen Brekzien sind aus dem Material mehrerer Erdrutsche am Kegel des Vulkans hervorgegangen, die offenes Wasser erreichten und dort als Turbidit unter Wasser weit transportiert wurden. Der Neenach-Vulkan, aus dem das Gestein der Pinnacles-Formation stammt, liegt heute rund 315 km südöstlich des Schutzgebietes bei Lancaster, Kalifornien. Aus der Entfernung und dem bekannten Alter des Gesteins lässt sich eine Wanderungsgeschwindigkeit der Pazifischen Platte und des heutigen Schutzgebietes von etwa 1,5 cm im Jahr errechnen. Die dabei auftretenden Erdbeben haben scharfe Risse und Brüche in den Felsformationen verursacht.
Die Spalten im Gestein verwitterten unter dem Einfluss der starken Temperaturschwankungen zu den heutigen markanten Formen. Zu den durch Erosion entstandenen geologischen Formationen des Gebietes gehören die seltenen Talus Caves. Diese Höhlen sind aus Felsspalten am Fuß der Felsformationen entstanden, auf die Felsbrocken des Vulkan-Talus von unterschiedlicher Größe so gefallen sind, dass sie die Spalten nicht vollständig verfüllt haben, sondern in den Spalten steckenblieben oder sie abdeckten. Die dadurch entstandenen Hohlräume erstrecken sich bis zu mehreren Hundert Metern. Die zwei größten wurden zusätzlich durch Wasserläufe ausgespült und sind von beiden Seiten zugänglich, können also durchwandert werden.

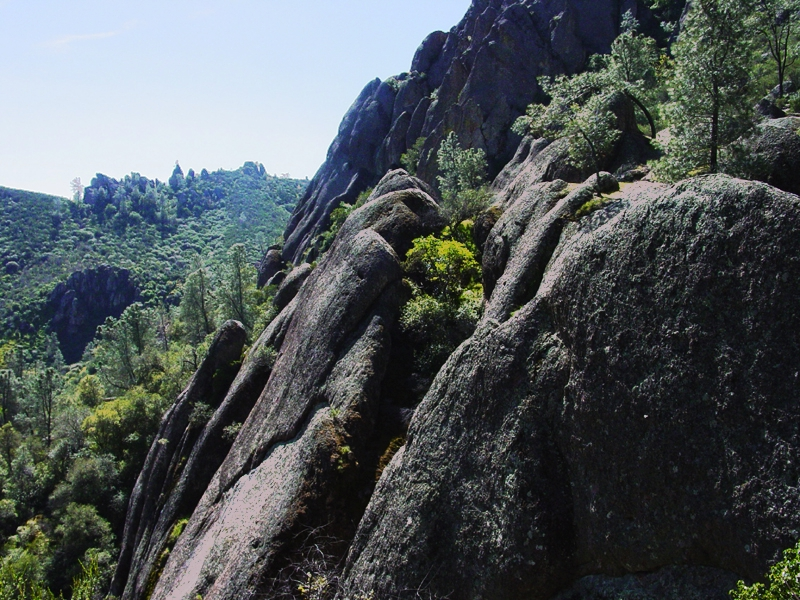
Felswand vor Hügelkette mit Chaparral

### Ökosystem
Die sanften Hügel, die den weitaus größten Teil des Gebietes prägen, sind mit einer Chaparral genannten Gebüschvegetation überzogen – ähnlich der Macchie im Mittelmeerraum. Sie bedeckt über 80 % des Schutzgebietes und besteht überwiegend aus Eichen, vor allem der Art Quercus berberidifolia, einer immergrünen Verwandten der Steineiche. In tieferen Lagen des Schutzgebietes und an den beiden kleinen Wasserläufen Bear Creek und Chalone Creek wachsen Wälder aus Kiefern, Kalifornischen Rosskastanien (Aesculus californica), Platanengewächsen, Pappeln und verschiedenen Eichen.

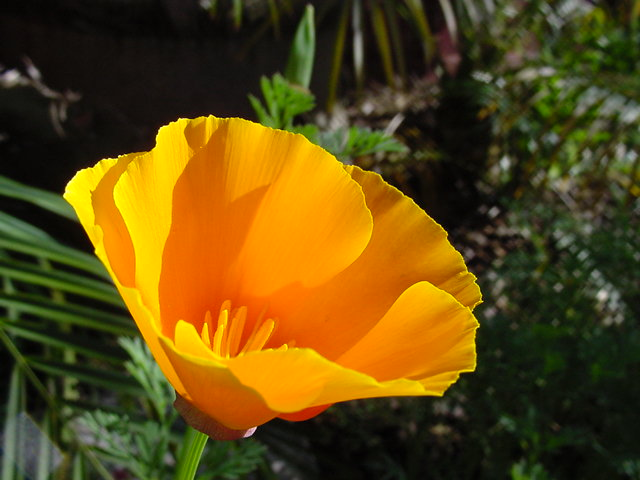
Kalifornischer Mohn (Eschscholzia californica)

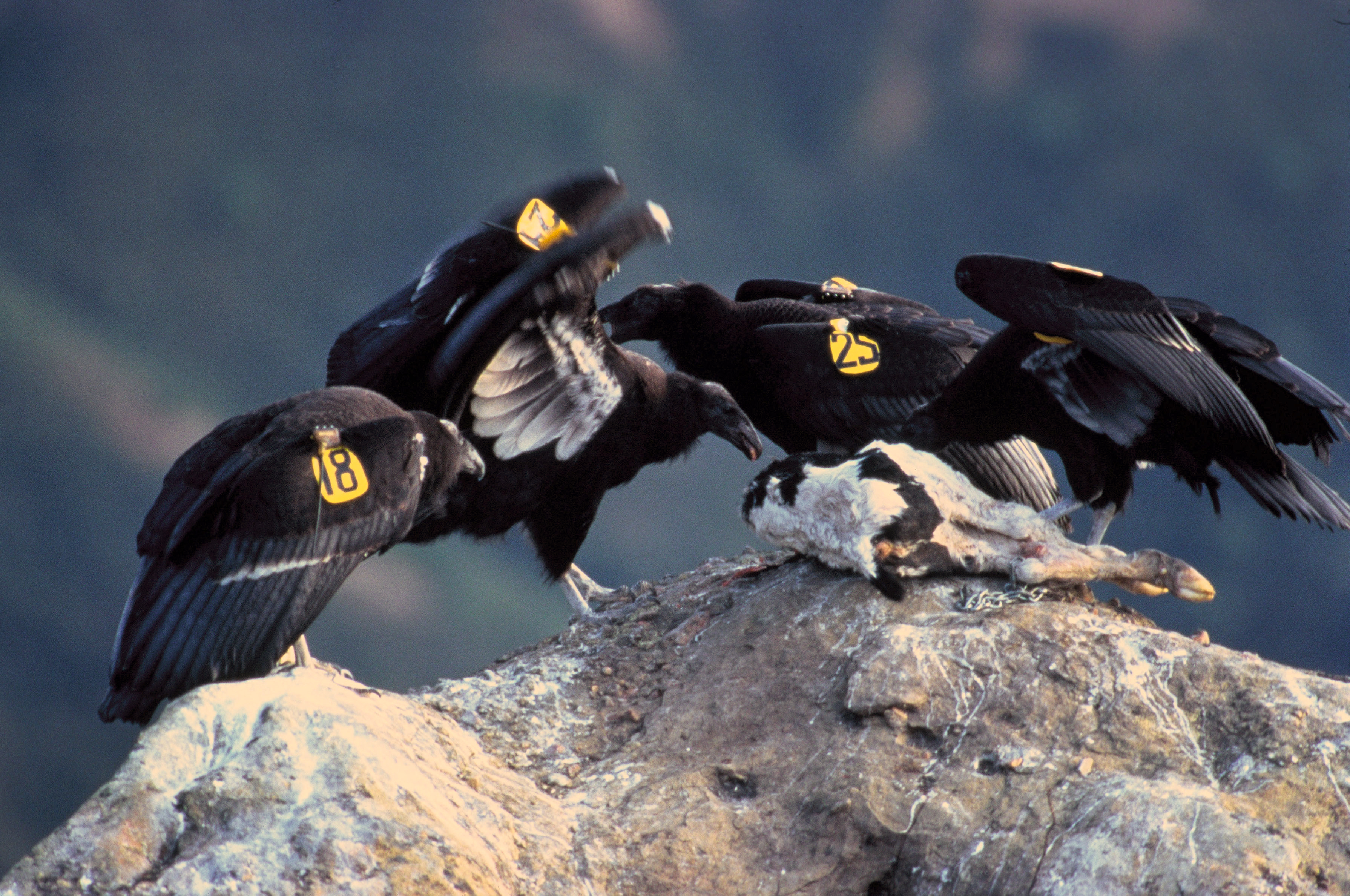
Ausgewilderte junge Kalifornienkondore mit Flügelmarken zur individuellen Identifizierung

Die Vegetation in den Hochlagen zwischen den Felsblöcken besteht aus Rasengesellschaften, in denen im Frühling zahlreiche blühende Pflanzen zu sehen sind. Zu den Frühblühern im März gehören der Kalifornische Mohn, Raublattgewächse, Pfefferkraut und Reiherschnäbel. Im April folgen Lerchensporn-Arten, Salbei und Lupinen. Im Mai ist das Klima bereits sehr trocken und heiß, es blühen Penstemon, Echter Buchweizen und mehrere Orchideen-Arten. Mitte Juni ist die Blühsaison vorüber.
Die extremsten Standorte des Gebietes sind die Felsen selbst. Auf ihnen wachsen Flechten, wobei die Vorkommen erst seit 2003 systematisch erforscht werden. Rund 300–350 Arten sind erfasst oder werden im Schutzgebiet vermutet. In den Spalten und auf Felsköpfen wachsen auch höhere Pflanzen, darunter insbesondere Kiefern.
Im Gebiet sind 149 Vogelarten, 49 Säugetierarten, 23 Reptilienarten, 6 Amphibienarten, 68 Schmetterlingsarten, 40 Libellenarten, annähernd 400 Bienenarten sowie Tausende weitere Arten von Wirbellosen nachgewiesen.
Von besonderer Bedeutung ist das Gebiet für Fledermäuse und Greifvögel. 14 Fledermausarten leben in den Spalten und Höhlen der Pinnacles sowie in Baumhöhlen in den tieferen Lagen des Schutzgebietes. Von ihnen stehen drei auf der Roten Liste des Staates Kalifornien. Zwanzig Greifvogelarten wurden im Nationalpark beobachtet, davon brüten zehn regelmäßig im Gebiet. Der Präriefalke hat hier seine höchste Dichte in den Vereinigten Staaten. Die große Artenvielfalt der Greifvögel verdankt das Gebiet den idealen Brutbedingungen in den Felsspalten in Kombination mit dem guten Nahrungsangebot in Form von Großinsekten, Reptilien und Kleinnagern der Rasengesellschaften und Felslandschaften sowie größeren Nagetieren und Singvögeln in den Tälern und den landwirtschaftlich genutzten Flächen südlich und östlich des Schutzgebietes.
Die Naturschutzmaßnahmen der Schutzgebietsverwaltung bestehen vor allem im Schutz der Greifvögel. Dabei hat sie beträchtliche Erfolge. Seit 2005 brüten nach einer Abwesenheit von fast 50 Jahren wieder Wanderfalken erfolgreich im Schutzgebiet. Auch die Waldohreule, der Truthahngeier und der Weißschwanzgleitaar oder Amerikanische Gleitaar (Elanus leucurus) sind wieder in den Pinnacles-Nationalpark zurückgekehrt.
Im Zentrum der Aufmerksamkeit steht der Kalifornienkondor. In den 1980er Jahren in freier Wildbahn ausgestorben, ist die Erhaltung der Art das Ziel des größten Erhaltungszucht- und Auswilderungsprogramms der Vereinigten Staaten. In den 1990er Jahren begann die erste Phase der Auswilderung von in Gefangenschaft aufgezogenen Kalifornienkondoren in Südkalifornien und Arizona. Seit 2003 ist der Nationalpark in Zentralkalifornien als Projektstandort hinzugekommen und bis 2010 wurden hier rund 30 Vögel freigelassen. Die Auswilderung wird in den folgenden Jahren fortgesetzt. Die kleine Population hat seit 2006 Kontakt zu den Kalifornienkondoren im benachbarten Auswilderungsgebiet bei Big Sur, die vereinigte zentralkalifornische Population besteht inzwischen aus 61 Exemplaren (Stand: November 2012). Im Jahr 2009 waren die ersten wildlebenden Kalifornienkondore aus Pinnacles alt genug für die Fortpflanzung und zwei Paare aus je einem Pinnacles- und einem Big-Sur-Kondor begannen zu brüten. Eines der Paare brütete knapp außerhalb des Parks. 2010 wurde im Schutzgebiet zum ersten Mal wieder gebrütet, Anfang April schlüpfte im Pinnacles-Gebiet der seit über 100 Jahren erste Kalifornienkondor. Seitdem brüten die Tiere regelmäßig im Gebiet.
Zum Schutz der ursprünglichen Flora und Fauna werden Neophyten und Neozoen bekämpft, gebietsfremde Arten, die durch menschliche Einflüsse in das Schutzgebiet eingewandert sind. Großer Aufwand war nötig, um wilde Schweine auszuschließen, die aus der Kreuzung von verwilderten Haus- mit Wildschweinen entstanden und in Südkalifornien heimisch geworden sind. Sie wühlen bei der Nahrungssuche die empfindlichen Böden des Gebiets auf und verändern mit ihrer selektiven Ernährung die Zusammensetzung der Pflanzenwelt. Deshalb wurde bis 2003 ein Zaun um das gesamte Schutzgebiet gezogen, der sicher ist vor Unterwühlung und hinreichend große Maschen hat, um fast alle Tierarten außer den Schweinen hindurchzulassen. Im umzäunten Gebiet wurden alle Schweine gefangen oder geschossen.

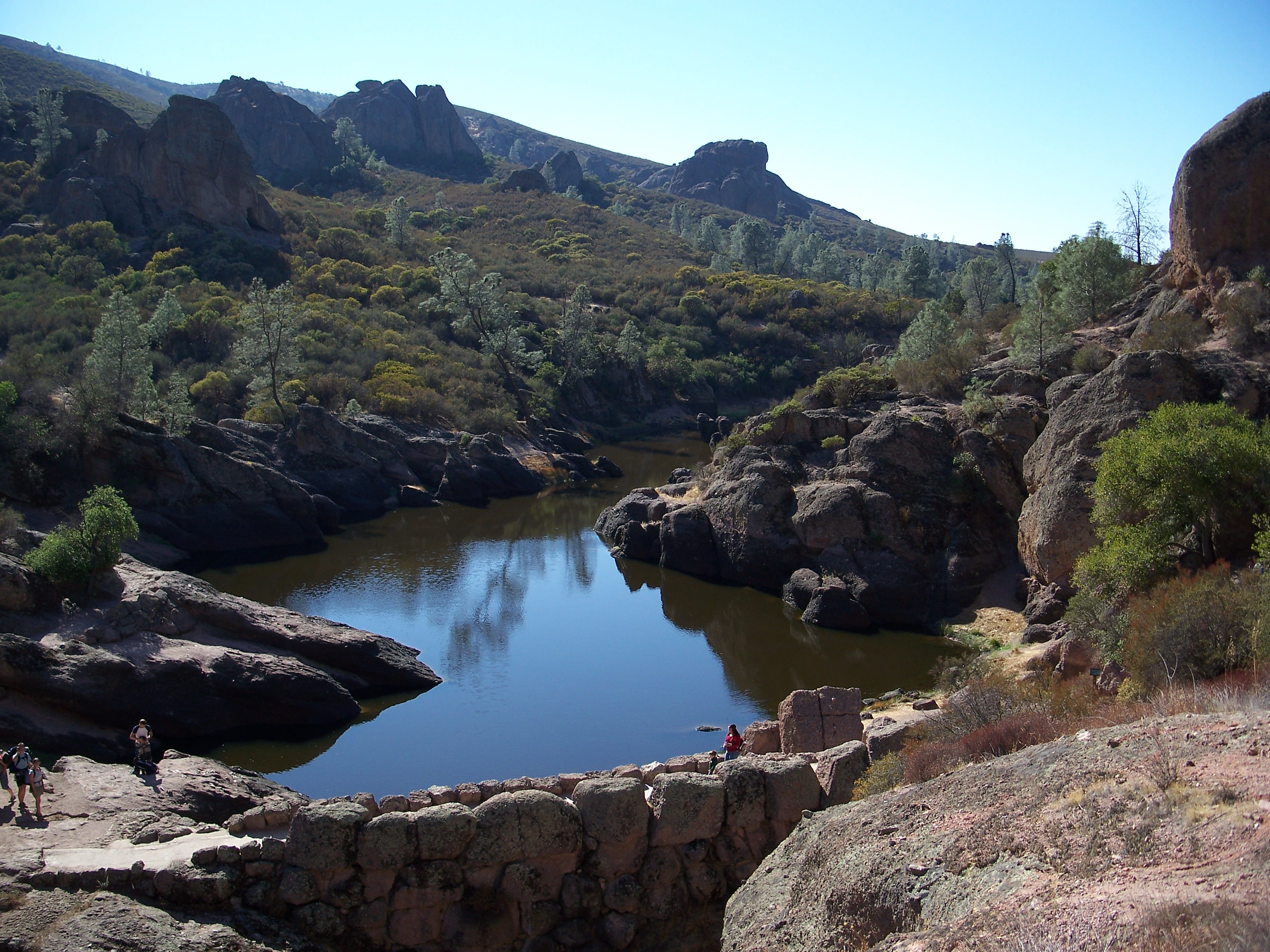
Bear-Gulch-Stausee

## Geschichte
Eine systematische Besiedlung des Schutzgebietes durch die Urbevölkerung ist nicht nachweisbar. Pfeilspitzen und Mahlsteine zeigen, dass das Pinnacles-Gebiet zumindest saisonal besucht wurde. Die Costanoans genannten Indianervölker der kalifornischen Küstenregion zogen im Herbst in die Hügel- und Bergketten, vor allem um Eicheln zu sammeln, die einen wesentlichen Bestandteil ihrer Ernährung ausmachten.
Im 18. Jahrhundert wurde das historische Kalifornien zum Bestandteil des Vizekönigreiches Neuspanien. Die nächstgelegene Spanische Mission, aus der der heutige Ort Soledad hervorging, lag nur etwa zehn Kilometer westlich des Schutzgebietes. Legenden zufolge soll in der zweiten Hälfte des 19. Jahrhunderts der Bandit Tiburcio Vasquez (* 1839, † 1875 durch den Strang) Schätze in den Höhlen der Pinnacles vergraben haben.
Wegen des extremen Klimas und der geringen Fruchtbarkeit nutzte erst 1891 ein Siedler namens Schuyler Hain den Homestead Act und baute eine kleine Farm im heutigen Schutzgebiet. Begeistert von der Schönheit der Felsformationen begann er Führungen durch das Gebiet und in die Höhlen zu organisieren und setzte sich über Jahrzehnte für einen offiziellen Naturschutz im Gebiet ein. 1908 wies Präsident Theodor Roosevelt den Kern der Pinnacles mit zunächst 1,5 km² als eines der ersten National Monuments aus, fast zeitgleich mit Muir Woods National Monument und dem  Grand Canyon (damals noch als National Monument, heute Grand-Canyon-Nationalpark).
Um in der Großen Depression die Wirtschaft anzukurbeln, rief Präsident Franklin D. Roosevelt im Jahr 1933 den „New Deal“ ins Leben. Auch im Pinnacles National Monument arbeiteten Männer des Civilian Conservation Corps im Rahmen des staatlichen Arbeitsbeschaffungsprogramms an der Erschließung des Gebietes für den Tourismus. Asphaltierte Straßen von beiden Seiten, Wege in die Höhlen mit Brücken und Rampen, Wanderwege in die Felsgebiete und das erste Besucherzentrum wurden in dieser Zeit angelegt. Außerdem wurde der kleine Bear Creek zum Bear-Gulch-Stausee aufgestaut.
Seit der Unterschutzstellung wurde das National Monument vielfach erweitert: Von zuerst 1,5 km² auf heute knapp 110 km². Im Jahr 1976 wurden rund 60 % des Gebietes unter den erweiterten Schutz als Wilderness Area gestellt und als Pinnacles Wilderness ausgewiesen. Sie wurde 2013 zu Ehren von Schuyler Hain in Hain Wilderness umbenannt.
Eine Aufwertung des National Monuments zum Nationalpark wurde über einen längeren Zeitraum diskutiert, der National Park Service lehnte sie ab, weil das Gebiet die internen Anforderungen für einen Nationalpark nicht erfülle. Politiker aus dem Bundesstaat Kalifornien betrieben die Umwidmung jedoch weiter, da sie sich eine erhöhte Wahrnehmung und so eine Förderung des Tourismus versprachen. Mitte 2012 brachte Sam Farr, der örtliche Abgeordnete im Repräsentantenhaus einen Gesetzentwurf ein. Die Aufwertung wurde damit begründet, dass das Pinnacles-Gebiet das einzige Schutzgebiet des Bundes in den südlichen kalifornischen Küstengebirgen mit der typischen Flora und Fauna und im ursprünglichen Verbreitungsgebiet des Kalifornienkondors ist. Im Senat der Vereinigten Staaten brachte Ende 2012 Barbara Boxer, Vertreterin Kaliforniens, einen gleichlautenden Entwurf ein, der innerhalb weniger Wochen verabschiedet wurde. Am 10. Januar 2013 unterzeichnete Präsident Barack Obama das Gesetz, mit dem die Aufwertung wirksam wurde.

## Pinnacles-Nationalpark heute
Die High Peaks liegen im Zentrum des Schutzgebiets. Sie trennen den Ost- vom Westteil; diese beiden Teile sind im Nationalpark nur über Fußwege verbunden. Die kürzeste Straßenverbindung ist etwa 100 km lang und führt über King City. Deshalb gibt es auf beiden Seiten jeweils ein Besucherinformationszentrum. Nur auf der Ostseite gibt es einen Campingplatz. Aufgrund der extremen Hitze und Trockenheit in den Sommermonaten ist ein Besuch im Schutzgebiet nur in der kälteren Jahreszeit sinnvoll. Der Höhepunkt der Saison liegt im Frühling, wenn die Hochlagen zwischen den Felsen von Blütenpflanzen übersät sind.
Der Nationalpark ist ein Naherholungsgebiet für den Großraum San Francisco und die Küstenregion. Außer naturkundlich Interessierten und Wanderern zieht er besonders Freikletterer an. Die schroffen Felsen und ihre Risse bieten eine Vielzahl an technisch anspruchsvollen Routen, vorwiegend in den Schwierigkeitsgraden 5.6–5.10 nach dem Yosemite Decimal System. Zum Schutz der Greifvögel werden während der Brutsaison einige Felsen und Kletterwände gesperrt.
Seit 2007 läuft der Prozess, um den General Management Plan des Parks zu aktualisieren. Insbesondere wird die Verwendung der ehemals landwirtschaftlich genutzten Erweiterungsflächen im Osten des Schutzgebietes diskutiert. Im Jahr 2010 wurden Gelder aus dem American Recovery and Reinvestment Act freigegeben, mit denen Anfang 2012 auf der Westseite ein neues Besucherzentrum eröffnet werden konnte. Es liegt nicht mehr am ökologisch sensiblen Flusslauf, der dadurch weitgehend renaturiert werden kann.
Anfang 2010 hat der Nationalpark eine Partnerschaft mit dem Nationalpark Quebrada del Condorito in Argentinien aufgebaut, dem dortigen Zentrum für den Schutz des Andenkondors. Die Verwaltungen wollen in Fragen des Greifvogelschutzes zusammenarbeiten.